# Rineloricaria zaina
Rineloricaria zaina är en fiskart som beskrevs av Miriam S. Ghazzi 2008. Rineloricaria zaina ingår i släktet Rineloricaria och familjen Loricariidae. Inga underarter finns listade i Catalogue of Life.